# Coua verreauxi
La cúa de Verreaux (Coua verreauxi) es una especie de ave cuculiforme de la familia Cuculidae endémica de Madagascar. Se lo encuentra únicamente en proximidades de un lago salobre en la zona sur de la isla. El lago de 16 km de largo tiene solo unos pocos metros de profundidad. La zona se ha estado muriendo en los últimos 40,000 años y los organismos que habitan allí se han adaptado para conservar el agua.
El nombre del ave conmemora al ornitólogo y coleccionista francés Jules Verreaux.

## Hábitat y estado
Su hábitat natural son los matorrales secos subtropicales. Las aves se encuentran en la zona sur de un área de bosque espinoso. Viven en arbustos euphorbia costeros, y son especialmente activos al atardecer y al amanecer. Su rango abarca una zona entre el nivel del mar y los 100 m de altura.  
El cúa de Verreaux se encuentra amenazado por pérdida de hábitat. El hábitat está amenazado por el corte de madera para preparar carbón. La destrucción está muy avanzada, especialmente a la vera de caminos y en cercanías de poblados.

## Características
El ave se alimenta de invertebrados que busca entre los árboles y arbustos y en el suelo. También se alimenta de la fruta del cassia. Se reproduce hacia el mes de noviembre.
Se destacan sus llamadas caracterizadas por una serie descendente de llamadas fuertes, "corick-corick-corick-corick". Una especie simpátrica es el Cúa crestado, C. cristata.